# کاتو تاداهیرو

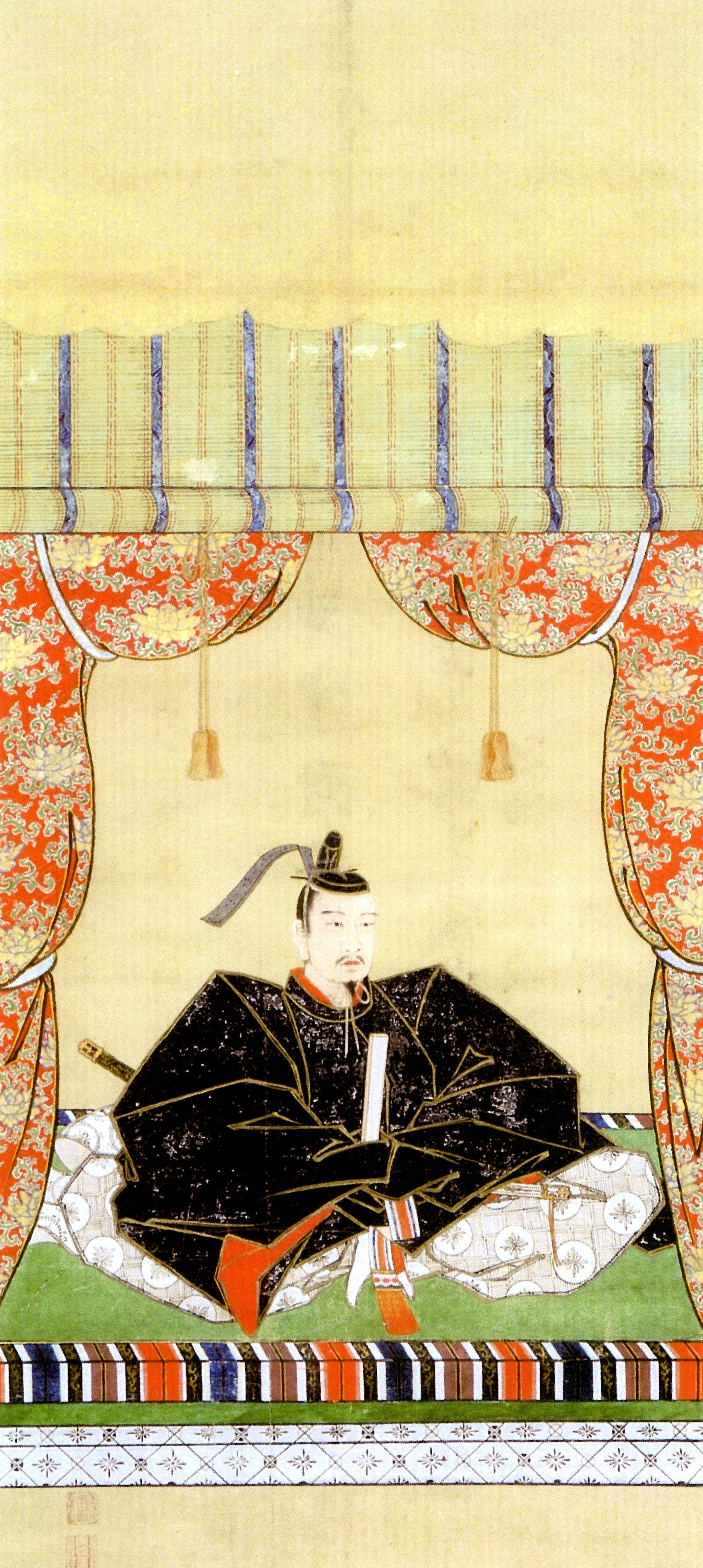

کاتو تاداهیرو (به ژاپنی: 加藤 忠広) (۱۶۰۱–۱۶۵۳) سومین پسر کاتو کیوماسا و یک دایمیو در اوایل دوره ادو بود. او دومین دایمیوی ولایت هیگو یا قلمروی کوماموتو (استان کوماموتو امروزی) بود. به عنوان سومین پسر کاتو کیوماسا به دنیا آمد اما چون دو برادر بزرگترش زود درگذشتند در سن یازده سالگی وارث و جانشین پدر شد. در سال ۱۶۳۲ زمین‌های او مصادره شد و بجای او هوسوکاوا تاداتوشی دایمیوی قلمروی کوماموتو شد. همسر او نوهٔ دختری توکوگاوا ایه‌یاسو بنام سوهو این و پسر ارشدش کاتو میتسوهیرو نام داشت.